# Pueblo Rico
Pueblo Rico, a volte anche Pueblorrico, è un comune della Colombia facente parte del dipartimento di Risaralda.
L'abitato venne fondato da Hilarion Pinzón, Leandro Tamayo, Bibiano Chalarca, Justo Grajales e Sinforiano Leiva nel 1884, mentre l'istituzione del comune è del 1920.